# Clément Gontier
Clément Gontier est un peintre français né à Lavaur (Tarn) le 15 mai 1876 et mort à Castres (Tarn) le 4 octobre 1918.

## Biographie

### Origine et naissance
Fils d'un charron, Clément Gontier naît à Lavaur le 15 mai 1876.

### Formation
Il étudie la peinture à l'école des beaux-arts de Toulouse, puis à Paris à l’Académie Julian où il suit les cours de Jean-Paul Laurens. En 1900 il rentre à l'École des beaux-arts de Paris sous la direction du peintre Benjamin-Constant.

### Carrière
Il habite à Paris de 1895 à 1907 au 15, rue du Four et de 1908 à 1912 au 17, rue du Bouloi.
Dès 1895, Clément Gontier participe au Salon des artistes français. Il connaît son premier succès en obtenant le second grand prix de Rome en 1901.
L'œuvre de Clément Gontier est connue pour ses sujets historiques. On retrouve dans ses tableaux la référence à son maître Jean-Paul Laurens ainsi que le symbolisme emprunté à Pierre Puvis de Chavannes.
L'intérêt porté à la peinture historique se réduisant au début du XXe siècle, pour vivre de sa peinture, Clément Gontier doit se tourner vers des sujets plus à la mode, telles que des scènes de genre et des natures mortes. 
Il réalise également des portraits, discipline qu'il réserve surtout à la famille et aux proches.
En 1910, il est choisi pour illustrer l’Iliade de 24 planches en couleurs chez les Éditions Henri Laurens.
Il signe ses œuvres « Gontier ». De nombreux tableaux de Camille Gontier signés « C. Gontier » lui sont attribués à tort.

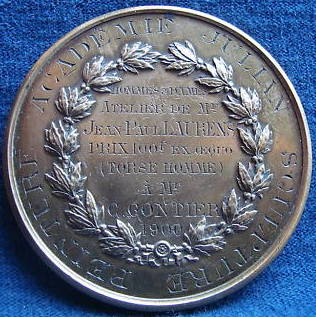
Prix Julian du torse homme (1900).
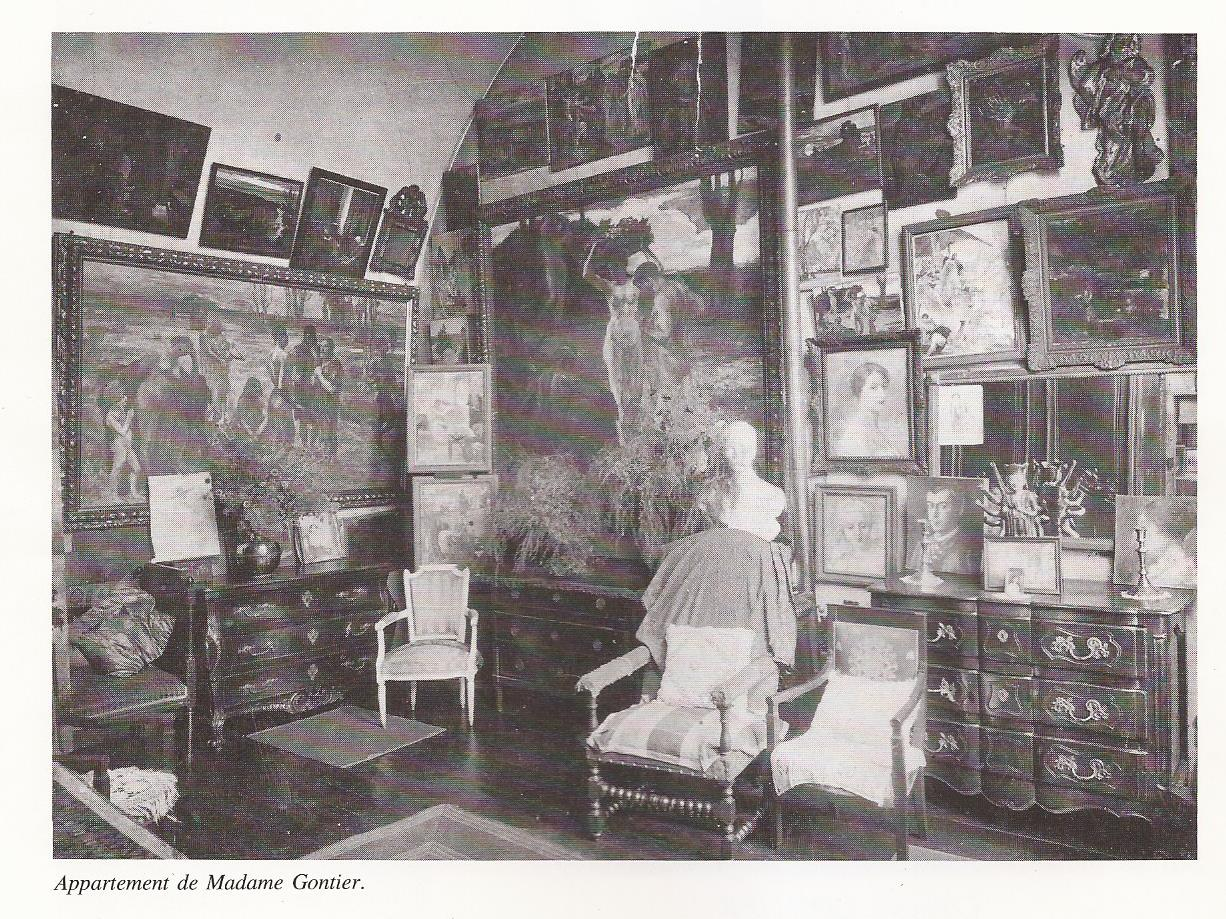
Vue de l'appartement de la veuve de Clément Gontier.

### Première Guerre mondiale et mort
Durant la Première Guerre mondiale, Clément Gontier combat au sein de la compagnie des Dragons, régiment de Castres. À son retour du front, particulièrement affaibli, il est victime de la grippe espagnole et meurt à l'hôpital militaire de Castres. Il est enterré au cimetière de Lavaur.
Une rue de Lavaur, dans le quartier du Pigné à Castres, porte son nom.

## Œuvres
| Tableau                                 | Titre                                | Date d'exécution | Support et dimensions              | Expositions, notes                                            | Lieu de conservation             |
| --------------------------------------- | ------------------------------------ | ---------------- | ---------------------------------- | ------------------------------------------------------------- | -------------------------------- |
| Clément Gontier, autoportrait           | Autoportrait                         | inconnue         | huile sur toile 27 × 22 cm         |                                                               | Localisation inconnue            |
|                                         | Femme à la toilette, d’après Tournec | 1895             | lithographie                       | Salon des artistes français, Paris 1895                       | Localisation inconnue            |
|                                         | Étude, d'après Jean-Paul Laurens     | 1896             | lithographie                       | Salon des artistes français, Paris 1896                       | Localisation inconnue            |
|                                         | Coin d'atelier                       | 1898             | lithographie                       | Salon des artistes français, Paris 1898                       | Localisation inconnue            |
|                                         | Étude                                | 1899             | lithographie                       | Salon des artistes français, Paris 1899                       | Localisation inconnue            |
|                                         | Dans l'Atelier                       | vers 1900        | huile sur toile                    | Salon des artistes français, Paris 1900                       | Localisation inconnue            |
|                                         | Le Soir                              | vers 1901        | huile sur toile                    | Salon des artistes français, Paris 1901                       | Localisation inconnue            |
| Le Christ guérissant les malades        | Le Christ guérissant les malades     | 1901             | huile sur toile 144 × 146 cm       | Second grand prix de Rome en 1901                             | Lavaur, musée du Pays de Cocagne |
| Étude de femme, pierre noire sur papier | Etude de femme                       | 1901             | pierre noire sur papier 44 × 66 cm |                                                               | Lavaur, musée du Pays de Cocagne |
|                                         | Homère chez l’armurier               | vers 1902        | huile sur toile                    | Salon des artistes français, Paris 1902                       | Localisation inconnue            |
|                                         | La Vertu domestique                  | vers 1904        | huile sur toile 62 × 81 cm         | Salon des artistes français, Paris 1904 médaille de 3e classe | Localisation inconnue            |
| Le Berger et sa Muse                    | Le berger et sa muse                 | 1906             | huile sur toile 197 × 130 cm       |                                                               | Lavaur, musée du Pays de Cocagne |
|                                         | Jeunes bouviers                      | vers 1907        | huile sur toile                    | Salon des artistes français, Paris 1907                       | Localisation inconnue            |
|                                         | Géorgique                            | vers 1907        | huile sur toile                    | Salon des artistes français, Paris 1907                       | Localisation inconnue            |
|                                         | Dialogue de laboureurs               | vers 1908        | huile sur toile                    | Salon des artistes français, Paris 1908                       | Localisation inconnue            |
|                                         | La Terre qui nourrit                 | vers 1909        | huile sur toile                    | Salon des artistes français, Paris 1909                       | Localisation inconnue            |
|                                         | Poète mourant                        | vers 1909        | huile sur toile                    | Salon des artistes français, Paris 1909                       | Localisation inconnue            |
|                                         | Cyclope                              | vers 1910        | huile sur toile                    | Salon des artistes français, Paris 1910                       | Localisation inconnue            |
|                                         | L'Espérance                          | vers 1911        | huile sur toile 134 × 217 cm       | Salon des artistes français, Paris 1911                       | Localisation inconnue            |
|                                         | Cérès éducatrice                     | vers 1912        | huile sur toile                    | Salon des artistes français, Paris 1912                       | Localisation inconnue            |